# Craig Mabbitt
Craig Edward Mabbitt (Glendale, 9 de abril de 1987) es un músico estadounidense y vocalista de las bandas Escape The Fate y The Dead Rabbitts. Anteriormente de la banda Blessthefall y The Word Alive.

## Historia

### Vida personal
Craig Edward Mabbitt nació el 9 de abril de 1987 en la ciudad de Glendale, Arizona. Mabbitt es de ascendencia española e irlandesa y proviene de una familia con 2 hermanos menores y cuatro hermanas también menores. Junto a su expareja, Gabrielle Frosinos, fue padre de dos hijos: Leila, nacida en el 2007 y Caige, nacido en el 2013. 
A la edad de 17 años fue convocado por la banda Blessthefall, para ser su vocalista principal, Craig grabó dos EP y un álbum de estudio, His Last Walk, en el 2007. En el 2008, Craig se separa de BTF, siendo convocado a ser vocalista temporal de Escape The Fate, reemplazando a Ronnie Radke, Craig pasa más tarde a ser vocalista de tiempo completo y la imagen de la banda, grabando dos álbumes junto a ellos, This War Is Ours (2008) y Escape The Fate (2010), ha logrado a tener reconocimiento mundial con la banda, siendo uno de los vocalistas más destacados del post-hardcore, de la mano de la comercialidad que tomó la banda, haciendo llegar su música a todo el mundo. Craig también participó en la banda de metalcore The Word Alive, siendo uno de sus fundadores, en el 2008. Craig fue expulsado a finales de ese año con problemas con las fechas y el tiempo que implicaba ETF. En el 2009 participó como vocalista de apoyo de Scary Kids Scaring Kids.
Craig es apodado "Craigafer", ya que en el 2004 se vistió de mujer en su secundaria, para ganar un concurso, el que ganó, bajo el nombre de "Jennifer". 

## Carrera musical

### Blessthefall (2004-2007)

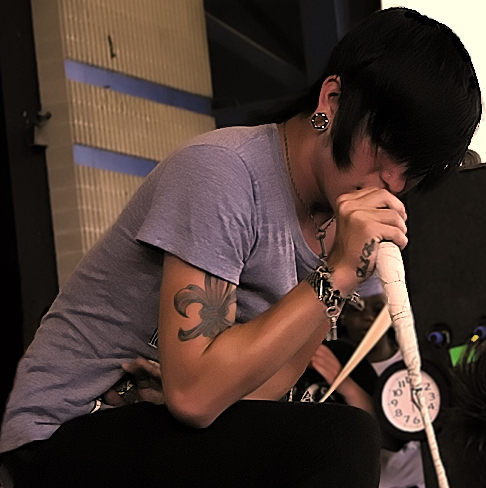
Mabbitt con Blessthefall en 2007.

Blessthefall nació en la secundaria por Mike Frisby (guitarra) Matt Traynor (batería) y Jared Warth (voz, bajo), más tarde se sumó el guitarrista Miles Bergsma (reemplazado un año después por Eric Lambert) y Craig Mabbitt (voz). 
Mabbitt grabó las voces de dos EP y un álbum de estudio con la banda, His Last Walk, lanzado el 10 de abril de 2007.
En diciembre del 2007, en gira por Reino Unido (encabezados por Silverstein), Craig abandonó la banda por motivos personales, la banda siguió con Jared como vocalista y bajista a la vez. Cuando Mabbitt terminó de grabar This War Is Ours con Escape The Fate, los chicos Blessthefall le ofrecieron volver a la banda, oferta que este rechazó. El 15 de diciembre, Blessthefall publicó un blog en su MySpace, anunciando el despido de este. Opuesto a esto, en el MySpace personal de Craig, se manifiesta el descontento por no dejarlo volver a la banda, tras su disposición a integrarse. En septiembre del 2008, Beau Bokan reemplazo a Mabbitt, junto a él lanzaron el 6 de octubre del 2009 Witness y actualmente preparan un nuevo álbum llamado Awakening el cual fue lanzado el 4 de octubre de 2011.

### The Word Alive (2008)
La banda se inició como un proyecto paralelo a Mabbitt, junto a los guitarristas Zack Hansen y Tony Pizzuti, Dusty Riach en sintetizadores, Tony Aguilera en batería (salido en el 2010), y Nick Urlacher (salido a finales del 2010). La banda grabó los demos The Devil Inside y Casanova Rodeo, subidos a MySpace, junto al aviso de la grabación de The Word Alive EP en proceso.
El 26 de noviembre de 2008, la banda publicó un blog en su MySpace explicando el reemplazo de Craig, debido a complicaciones de tiempo con su otra banda, Escape the Fate. Sin embargo el día anterior, Craig publicó un mensaje a sus fanes en su MySpace señalando una situación totalmente opuesta. Craig fue reemplazado por Tyler Smith, con el que han grabado un EP, Empire (2009) y un álbum de estudio, Deceiver (2010). Especialmente con el EP, Craig demandó a la banda, debido a que el compuso Inviting Eyes y Casanova Rodeo, siendo regrabadas sin su permiso.
Mientras Craig estuvo en la banda, ellos tocaron en conciertos en Phoenix junto a Greeley Estates, Eyes Set to Kill, In Fear and Faith y The Human Abstract, también encabezaron algunos conciertos en Arizona y California.

### Escape The Fate (2008-presente)

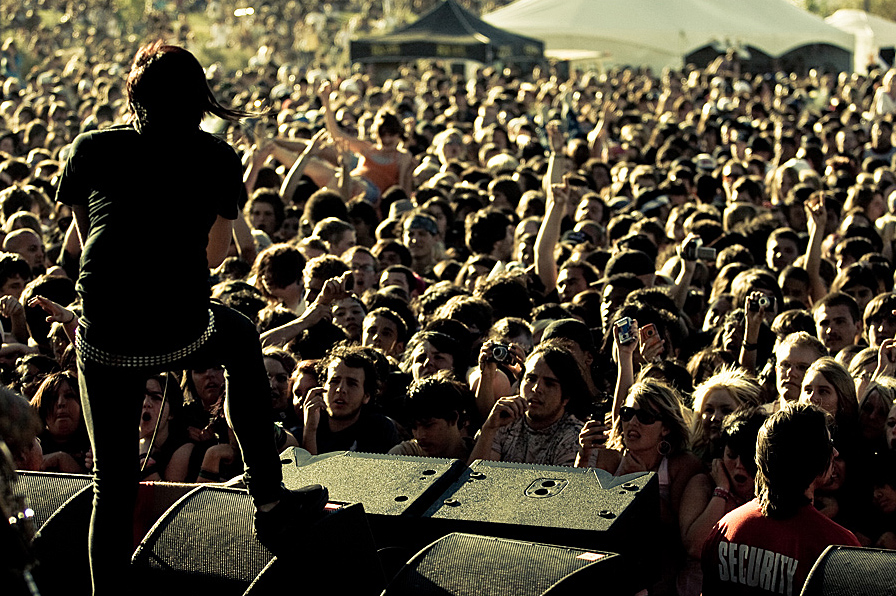
Mabbitt en primer plano, en un concierto con la banda, año 2008.

Tras la partida de Ronnie Radke por problemas con la justicia, los integrantes de Escape The Fate buscaban un vocalista con semejantes cualidades vocales. Craig Mabbitt, quien ya se había desvinculado de Blessthefall, pretendía llamar al mánager de A Skylit Drive, que también estaban en busca de un nuevo vocalista, pero Mabbitt marcó un número equivocado y terminó hablando con el mánager de Escape The Fate, banda con la cual había coincidido en varios tours (de hecho Mabbitt se había subido a cantar con ellos, es por esto que ya se conocían). El mánager le propuso reemplazar temporalmente a Radke en las voces para así poder continuar el tour de Escape The Fate. Así fue como se convirtió en el indicado para llevar a la banda a nueva etapa y la decisión de que fuera el vocalista oficial de Escape The Fate por la rápida adaptación de Mabbitt a la banda y en solo semanas ya había recorrido diferentes tours alrededor de Estados Unidos y en el exterior como Australia donde compartió escenario con bandas como Chiodos y Silverstein en estos primeros tours fue donde se escribió lo que sería la próxima placa oficial de Escape The Fate. El disco debut con Escape The Fate se tituló This War Is Ours y salió a la venta en octubre de 2008, teniendo buena aceptación entre los ya fanáticos de la banda y el reconocimiento mundial.
El 2 de noviembre la banda lanzará su tercer álbum y segundo con Mabbitt, Escape the fate, el álbum llegó al puesto n.º 25 en el Billboard 200, n.º 1 en Hard Rock Albums, n.º 4 en Rock Albums, n.º 3 en Alternative and Independent Charts y n.º 18 en Digital Albums Chart.

### Proyecto en solitario
Desde su salida de Blessthefall y The Word Alive, Craig ha empezado a escribir canciones para usarlas en algún futuro álbum solista.
El 16 de diciembre de 2011 Craig lanzó un cover de "Making Christmas” una canción tomada de Danny Elfman incluida en el soundtrack de The Nightmare Before Christmas del director Tim Burton , la canción fue grabada con la ayuda de Kevin Thrasher en la guitarra y el bajo (guitarrista de LoveHateHero) y en la batería Augustus Cryns, producido por Eric Ron.
Craig Dijo:
“‘The Nightmare Before Christmas’ ha sido una de mis favoritas desde que la cantaba con mi madre y ahora mi hija la canta junto conmigo. No te puedo decir que tan emocionado estaba de hacer este cover- más que nada para enseñárselo. No puedo pensar en una canción mejor para hacer en la mejor estación de todo el año.
Debo dar las gracias a Kevin, Eric Ron y Augustus, por ayudar a poner este cover en conjunto. Nadie puede vencer a los clásicos, aunque Danny Elfman es el hombre! Espero que disfruten escuchando esta versión de “Making Christmas” y felices fiestas a todos!”
A principios el año 2012 Craig anunció que grabaría paralelamente junto con el álbum de Escape The Fate su debut como solista, y que publicaría un sencillo en febrero del 2012, el álbum será producido por Caleb Shomo vocalista de Attack Attack!.
También dio a entender que la fecha de salida de su álbum será el 9 de abril (Fecha en que este cumple años), además de que este se encontraba trabajando en una canción que lleva por nombre "Are You Still On Drugs" la cual se cree que es continuación de una canción de Are You On Drugs, canción de The Word Alive.
El 1 de febrero del presente año dio a conocer el sencillo Edge Of Reality.[¿cuándo?]

## Controversia
En muchos foros se le reclama a Craig, ya que en Blessthefall promovía el Cristianismo y una vida sana en honor a Dios, al ser Blessthefall una banda declarada Cristiana, pero desde su entrada a Escape The Fate hubo un cambio rotundo en su manera de actuar en los shows en vivo, diciendo bastantes groserías y hablando de una manera pervertida, sobre todo en el vídeo alternativo de 10 Miles Wide (re-hecho en una versión Playboy) con Escape The Fate tocando y las mujeres bailando alrededor de Craig desnudas. Esto molestó a muchos fanes que eran cristianos y que veían a Craig como un exponente de su Religión. Este hecho da a pensar que actúa de esta forma sólo para hacer de la banda Escape The Fate una banda más comercial, dejando de lado incluso sus principios y valores como cristiano.

## Discografía
Blessthefall
- Black Rose Dying (EP) (2005)
- Bless The Fall (EP) (2006)
- His Last Walk (2007)

The Word Alive
- The Word Alive EP (2008)

Escape The Fate
- This War Is Ours (2008)
- Escape The Fate (2010)
- Issues Remix (EP) (2011)
- Ungrateful (2013)
- Hate Me (2015)
- I Am Human (2018)
- Chemical Warfare (2021)

Solo
- Making Christmas (Nightmare Before Christmas cover, 2011)

Dead Rabbitts
- Edge Of Reality (EP) (2012)
- Shapeshifter (2014)
- This Emptiness (2017)
- Break the Static (EP) (2019)

Colaboraciones
- Deadly Weapons (Eyes Set to Kill, The World Outside, 2009)
- Jealousy Breeds Killing Sprees (Greeley Estates, No Rain, No Rainbow, 2010)
- I Shot The Maid (Greeley Estates, No Rain, No Rainbow, 2010)
- All That I'm About (DJ Club Feat. Max Green, 2010)[5]
- Ignore the End (Kisses for Kings, Forget to Remember, 2010)[6][7]
- Sarcasm (Get Scared, Best Kind of Mess, 2010)
- Fade Away (The Word Alive, Hard Reset, 2023)